# Phalone Viviane Nindjeu
Phalone Viviane Nindjeu est une pratiquante de sambo originaire du Cameroun. Née le 14 mars 1990 à Fontsa-Touala, elle est double médaillée d'argent aux championnats d'Afrique de sambo 2022 et 2023.

## Biographie
Phalone Viviane Nindjeu voit le jour le 14 mars 1990 au village de Fontsa-Touala, à Fokoué dans le département de la Menoua, région de l'Ouest Cameroun. Droitière, elle débute la pratique du sambo en 2015. Elle est spécialiste du sambo sportif et du sambo de plage féminin dans la catégorie des 72kg.
Lors de la 16e édition des Championnats d'Afrique de sambo au Palais polyvalent des sports de Yaoundé en juillet 2022, elle remporte sa première médaille d'argent sur le plan continental en se confrontant en finale à l’Égyptienne Samah Is Abdellatef. En sambo de plage féminin, elle atteint troisième marche du podium et décroche une médaille de bronze aux côtés de la Malienne Noëllie Koné.  
Durant les Championnats d'Afrique de sambo 2023 se déroulant au Complexe sportif Mohammed V de Casablanca, au Maroc, elle défend à nouveau les couleurs du Cameroun. Elle gagne l'une des trois médailles d'argent du Cameroun face à la Marocaine Oulaya Khairi,. Mais en sambo de plage féminin, elle laisse la place à sa compatriote Marie Victorine Onguene Tsimi qui obtient une médaille de bronze.  

## Palmarès
| Année | Compétition                          | Discipline            | Lieu       | Place |
| ----- | ------------------------------------ | --------------------- | ---------- | ----- |
| 2023  | Championnats d'Afrique de sambo 2023 | Sambo femmes          | Casablanca | 2e    |
| 2022  | Championnats d'Afrique de sambo 2022 | Sambo femmes          | Le Caire   | 2e    |
| 2022  | Championnats d'Afrique de sambo 2022 | Sambo de plage femmes | Le Caire   | 3e    |